# حلبة مدينة باكو
حلبة مدينة باكو (بالأذرية: Bakı Şəhər Halqası)‏ هي مضمار لسباق السيارات في شوارع وسط مدينة باكو عاصمة أذربيجان. يقام على الحلبة سباق جائزة أذربيجان الكبرى وتستضيف سباقات فورمولا واحد. كان السباق الافتتاحي على الحلبة هو سباق الجائزة الكبرى الأوروبي لعام 2016 ضمن بطولة فورمولا 1. وفي عام 2017 استضافت الحلبة سباق جائزة أذربيجان الكبرى الافتتاحي.

## نبذة تاريخية

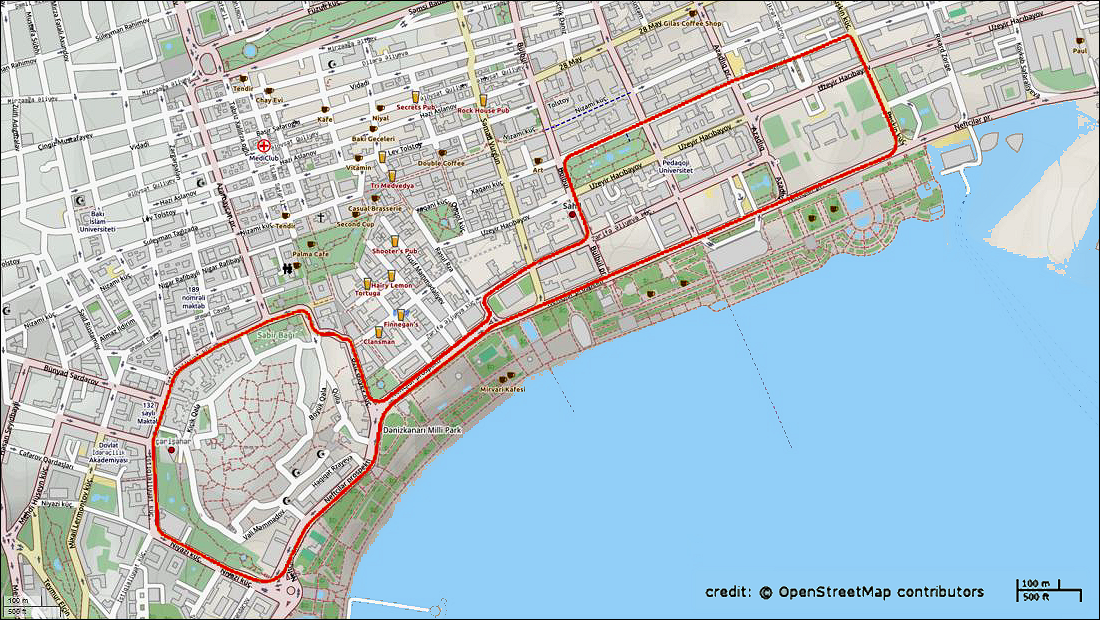
مخطط الحلبة في وسط مدينة باكو

تم تصميم مخطط المضمار ليبلغ طوله ٦,٠٠٣ كيلومتر (٣,٧٣٠ ميل) بعكس اتجاه عقارب الساعة. بواسطة المهندس المعماري هيرمان تيلك. بحيث يبدأ بالقرب من ميدان أزادلك، ثم حول مقر الحكومة قبل أن يتجه غربًا بطول كيلومتر واحد (0.62 ميل) مباشرة إلى قصر الشروانشاهيين وقلعة الفتاة. ثم ممر ضيق بعرض 7,6 متر (25 قدمًا) صعودًا، ثم يلتف حول المدينة القديمة ليستقيم بعد ذلك بامتداد 2,2 كيلومتر (1,4 ميل) على طول شارع نيفتشلار إلى خط البداية.